# Zoom

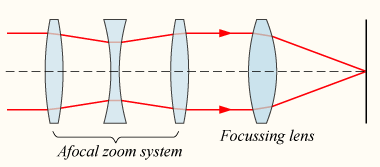
Componenti di uno zoom ottico

In fotografia, un obiettivo zoom (o semplicemente zoom), termine inglese tradotto in italiano come transfocatore o trasfocatore, è un obiettivo complesso la cui lunghezza focale può variare (a differenza di quanto avviene negli obiettivi a focale fissa). Gli zoom sono usati, oltre che come obiettivi per fotocamere, anche per telecamere, binocoli, telescopi e altri strumenti ottici.

## Storia

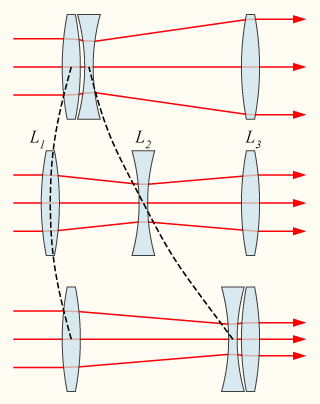
Zoom in azione (dal basso verso l'alto)

Zoom di una macchina fotografica digitale

I primi zoom furono usati nei telescopi ottici, come riportato negli atti della Royal Society del 1834. I primi modelli includevano elementi mobili che potevano essere regolati per modificare la lunghezza focale dell'obiettivo, causando però un corrispondente cambiamento del piano focale, quindi definibili come un'ottica varifocale. Gli zoom moderni, viceversa, conservano il fuoco anche se la lunghezza focale viene variata, definibili come un'ottica parafocale; il brevetto di questo tipo di zoom fu acquisito da C.C. Allen nel 1902. Il primo modello costruito in serie fu il "Cooke Varo 40-120mm", realizzato nel 1932 da Bell and Howell per le cineprese a 35mm. Nel campo della fotografia a 35mm, il primo modello industriale fu il Kilfitt 36-82mm/2.8 Zoomar (1959).
Da allora, i progressi nell'ottica e nell'elettronica hanno reso gli zoom sempre più efficaci ed economici, e si può dire che essi siano oggi gli obiettivi più diffusi in assoluto.

## Descrizione
Spesso ci si riferisce agli zoom indicando il rapporto fra la focale massima e la minima. Per esempio, un obiettivo con lunghezza focale variabile da 100 mm a 400 mm può essere indicato come zoom "4x". Il termine iperzoom viene talvolta usato per indicare zoom con un rapporto di focale molto esteso, solitamente compreso fra "5x" e "10x" (per esempio, da 35 a 350 mm) o addirittura "12x".
A seconda dell'estensione di lunghezze focali previste, uno zoom si può collocare nella fascia delle lunghezze focali dei teleobiettivi (sopra i 70 mm), dei grandangoli (sotto i 35 mm), o in una fascia mista (per esempio, da 28 mm a 80 mm). La maggior parte delle fotocamere moderne sono vendute in kit con uno zoom di fascia mista, che pur senza eccellere in nessun tipo di ripresa, risulta evidentemente molto versatile. Le fotocamere compatte, in particolare, montano tutte questo tipo di obiettivo.
Le fotocamere digitali utilizzano spesso, in aggiunta allo zoom ottico, un ulteriore meccanismo di zoom digitale, ma la qualità dello zoom digitale (che semplicemente "ridimensiona" l'immagine in modo analogo a quanto fanno i programmi di elaborazione delle immagini) è generalmente inferiore.
Poiché nei modelli moderni di zoom la messa a fuoco rimane stabile anche quando si modifica la lunghezza focale, e la messa a fuoco può essere "bloccata" (solitamente premendo delicatamente sul pulsante di scatto) lo zoom può facilitare una messa a fuoco di precisione. Il fotografo, infatti, può "zoomare" sul dettaglio più rilevante (per esempio, gli occhi per un ritratto), mettere a fuoco e bloccare il fuoco, e poi ricomporre (per esempio allargando l'inquadratura fino a includere tutto il soggetto).